# Élisabeth Roudinesco
Élisabeth Roudinesco (París; 10 de setembre de 1944) és una historiadora i psicoanalista francesa.

## Biografia
Va estudiar al Collège Sévigné, de París. I cursar estudis superiors a la Sorbona, llicenciant-se en Llengua i Literatura. Posteriorment, va realitzar un màster, que va ser supervisat per Tzvetan Todorov i la seva tesi doctoral, titulada Inscription du désir et roman du sujet, per Jean Levaillant a la Universitat de París VIII- Vincennes, 1975.

## Càrrecs acadèmics
- Investigadora invitada a} Laboratoire ICT (Identités, Cultures, Territoires) de la Universitat de París VII Denis Diderot.[3]
- Ha estat directora de tesis doctorals a Economies, espaces, sociétés, civilisation, pensée critique, politique et pratiques sociales de la Universitat de París VII Denis Diderot, des de 1991.[4]
- Conferenciant a temps parcial a l'École pratique des hautes études, de 2001 a 2007 i anteriorment de 1992 a 1996.
- Presidenta de Société Internationale d'Histoire de la Psychiatrie et de la Psychanalyse.
- Membre del consell assessor de la redacció de L'Homme (1997-2002), i de History of Psychiatry (des de 2003) y de Cliniques Méditerranéenné (des de 2000)-
- Membre de la Societat Francesa d'Història de la Medicina -
- Professora visitant de la Universitat de Middlesex, des de 2006.

## Tendències polítiques
Des de 1997 s'ha manifestat públicament en diversos debats socials. Així, s'ha mostrat partidària de l'adopció de fills de parelles d'homosexuals, i oposada, tanmateix, a accions positives. Ha criticat durament els informes de l'INSERM sobre psicoteràpies. És una de les primeres signants del manifest Pas de Zéro Conduit, oposat a la detecció sistemàtica de la delinqüència en nens menors de tres anys.

## Obres

### Francés
- Initiation à la linguistique générale (París, 1967)
- Un Discours au réel: théorie de l'inconscient et ses lettres (Tours, 1973)
- L´Inconscient et ses lettres (Tours, 1975)
- Pour une politique de la psychanalyse (París, 1977)
- La Psychanalyse mère et chienne (París, 1979)
- Théroigne de Méricourt: une femme mélancolique sous la Révolution (París, 1989)
- Jacques Lacan. Esquisse d´une vie, histoire d´un système de pensée (París, 1993)
- Histoire de la psychanalyse en France (París, 1994)
- Généalogies (París, 1994)
- Dictionaire de la psychanalyse, con Michel Plon (París, 1997)
- Pourquoi la psychanalyse? (París, 1999)
- Au-delà du conscient: histoire illustrée de la psychiatrie et de la psychanalyse, con JP Bourgeron y P. Morel (París, 2000)
- L´Analyse, l'archive (París, 2001)
- La Famille en desordre (París, 2002)
- Le Patient, le thérapeute et l'État (París, 2004)
- Philosophes dans la tourment (París, 2005)
- La part obscure de nous-mêmes (París, 2007)
- Retour sur la question juive (Albin Michel, París, 2009)
- Mais pourquoi tant de haine? L'affabulation d'Onfray, Paris: Seuil 2010; Viena: Turia + Kant 2011 ISBN 978-3-85132-640-6
- Lacan, envers et contre tout. Éditions du Seuil, París 2011.
- Sigmund Freud en son temps et dans le nôtre, París, Seuil, 2014, ISBN 978-2-02-118379-5 — Prix Desembre de 2014 i Prix des prix littéraires 2014.

### Castellà
- "Lacan, frente y contra todo" Fondo de Cultura Económica, Buenos Aires, 2012.
- Diccionario de Psicoanálisis, co-escrito con Michel Plon, 1998, Ediciones Paidós, Buenos Aires.
- Pensar la locura, Ensayos sobre Michel Foucault, con J. Postel y G. Canguilhem, 1999, Paidós, Buenos Aires.
- ¿Por qué el psicoanálisis? 2000, Paidós, Buenos Aires.
- Lacan - Esbozo de una vida. Historia de un sistema de pensamiento, 2000, Fondo de cultura económica, México D. F.
- La familia en desorden, 2003, Fondo de cultura económica, México D. F.
- El paciente, el terapeuta y el estado, 2005, Siglo XXI.
- Nuestro lado oscuro - oskuro, Anagrama, Barcelona.
- A vueltas con la cuestión judía, 2011, Colección Argumentos, Anagrama, Barcelona.
- Freud, en su tiempo y en el nuestro, 2015, editorial Debate, Madrid.

### Col·laboració o reeditats per Roudinesco
- Penser la folie, Essais sur Michel Foucault, Collectif et Société internationale d'histoire de la psychiatrie et de la psychanalyse. Colloque : 1991 : Grand Amphithéâtre de Sainte-Anne, Galilée, Débats, 9 de setembre de 1992
- Médecines de l'âme. Essais d'histoire de la folie et des guérisons psychiques (textos reunits er Henri F. Ellenberger, Paris : Fayard (col. Histoire de la pensée), 4 d'octubre de 1995
- Dictionnaire de la psychanalyse, amb Michel Plon, París : Fayard, 1997 (reeditat el 2000 i el 2006)
- Actualité de Georges Canguilhem, Société internationale d'histoire de la psychiatrie et de la psychanalyse. 10º Colloque 1993, Paris, Georges Canguilhem, François Bing, Jean-Francois Braustein, Élisabeth Roudinesco, Les empêcheurs de tourner en rond, 24 de novembre de 1998
- Psychothérapie d'un indien des plaines. Réalité et rêve, (Georges Devereux), París : Fayard (col. Histoire de la pensée), 18 de març de 2000
- Au-delà du conscient. Histoire illustrée de la psychiatrie et de la psychanalyse (Pierre Morel, Jean-Pierre Bourgeron, Élisabeth Roudinesco), París : Hazan, 12 de setembre de 2000
- Le Psychologue surpris, (Theodor Reik, reedicció Élisabeth Roudinesco), París : Denoël (col. « Espace analytique ») maIG de 2001
- De quoi demain… Dialogue, (Jacques Derrida et Élisabeth Roudinesco), París : Fayard, setembre de 2001
- Histoire de la découverte de l'inconscient, Henri F. Ellenberger, París : Fayard, julioL de 2002
- Psychanalyse des enfants séparés : Études cliniques, 1952-1986, de Jenny Aubry, Élisabeth Roudinesco (prefaci) Denoel, l'espace analytique, octubre de 2003
- Pour une éthique commune : Médecine, psychiatrie et psychanalyse, d'Edouard Azouri, Sélim Abou, Élisabeth Roudinesco, Chawki Azouri, Collectif, Campagne Première, colloque de l'université Saint-Joseph, Beyrouth, octubre de 2003
- Notre cœur tend vers le Sud : Correspondance de voyage 1895-1923, de Sigmund Freud, Élisabeth Roudinesco (prefaci) Jean-Claude Capèle (traducció), Fayard, Histoire de la Pensée, marÇ de 2005
- Pourquoi tant de haine ? : Anatomie du « Livre noir de la psychanalyse », Élisabeth Roudinesco, Jean-Pierre Sueur, Roland Gori, Pierre Delion, Jack Ralite. Navarin Éditeur, París, octubre de 2005
- Entrada « Psychoanalysis » in Lawrence D. Kriztman dir. The Columbia History of Twentieth-Century French Thought, Columbia University Press, Nova York, gener de 2006

### Principals articles
- « Cogito et science du réel », a L'Arc, 58, 1974
- « Brecht avec Freud », a L'Herne, 1, 1979
- « Documents concernant l'histoire de la psychanalyse en France durant l'Occupation », in Cahiers Confrontation, 16, 1986. Traducido al alemán, Psyche, 12 de desembre de 1988
- « Antisémitisme et contre-Révolution (1886-1944) » con Henry Rousso, in L'Infini, 27, 1989
- « Sartre, lecteur de Freud », in Les Temps modernes, 531-533, diciembre de 1990. Traducido al alemán, Riss, 12, 39-40, set/oct 1997. Reimpreso en Philosophes dans la tourmente
- « Lucien Febvre à la rencontre de Jacques Lacan, País, 1937 » con Peter Schöttler, in Genèses, 13, tardor 1993
- « Réponse à Michel Schneider », Les Temps modernes, 572, 1994
- « Georges Mauco (1899-1988) : un psychanalyste au service de Vichy. De l'antisémitisme à la psychopédagogie », in L'Infini, 51, tardor 1995
- « Bataille, entre Freud et Lacan: une expérience cachée », in Georges Bataille après tout, Denis Hollier dir. Belin, París, 1995, pp. 191-212
- « Psychanalyse fin de siècle. La situation française : perspectives cliniques et institutionnelles », International Psychoanalysis 6 (1) The Newsletter of IPA, versión francesa e inglesa, 1997. Traduït al portugués, O Olho da Historia 1 (5) Salvador de Bahía, 1998
- « Carl Gustav Jung, De l'archétype au nazisme. dérives d'une psychologie de la différence », L'Infini, 63, tardor 1998
- « Les premières femmes psychanalystes », Mil neuf cent. Revue d'histoire intellectuelle, 16, 1998.
- « Souffrance psychique, rêve, nouveaux enjeux de la modernité », Parallax, gener de 2000
- « Claude Lévi-Strauss et la psychanalyse : de près et de loin », Critique, 620-621, gener-febrer 1999
- « Psychanalyse profane et analyse laïque. Variations sur un thème », in Essaim, 4, 1999
- « Freud et le régicide. Éléments d'une réflexion », a Revue germanique internationale, 14, 2000
- « Écrire d'amour : hommage à Action poétique », a Forme & mesure. Cercle Polivanov : pour Jacques Roubaud/Mélanges, Mezura 49, Inalco, publicaciones de Langues'O, París, 2001
- « Désir de révolution », Lignes, febrer de 2001
- « La liste de Lacan. Inventaire de choses disparues », Revue de la BNF, 14, 2003. Reimpreso en Éric Marty (col.) Lacan et la littérature, Paris, Manucius, (Le marteau sans maître), 2005
- « La psychanalyse et le Club de l'Horloge : chronique d'un antisémitisme masqué », Les Temps Modernes, juny de 2004
- « À propos d'une lettre inédite de Freud sur le sionisme et la question des lieux saints », Cliniques méditerranéennes, 70, 2004
- « Désir d'un au-delà du moi », La Règle du jeu, 30 de gener de 2006

### Films
- Sigmund Freud. L'invention de la psychanalyse, amb Élisabeth Kapnist, 1997. Primer documental mundial. Fet d'arxius inèdits i amb la participació d'acadèmics de diversos països: Peter Gay, Yosef Hayim Yerushalmi (EUA) Riccardo Steiner (Anglaterra) Regine Lockot (Alemanya), Jean Clair (França). 110 min France 3 / ARTE
- Chercheurs de notre temps : Élisabeth Roudinesco, entrevista d'una hora amb Elizabeth Roudinesco dissenyada per Dominique Bollinger, dirigida per Philippe Miquel, va produir el Centre de documentation pédagogique, 1999.
- Jacques Lacan, la psychanalyse réinventée, documental d'una hora per a la pel·lícula de televisió (ARTE), escrit en col·laboració amb Elisabeth Roudinesco i Élisabeth Kapnist, va realitzar Élisabeth Kapnist, va produÏr INA.